# 永陵 (西魏)

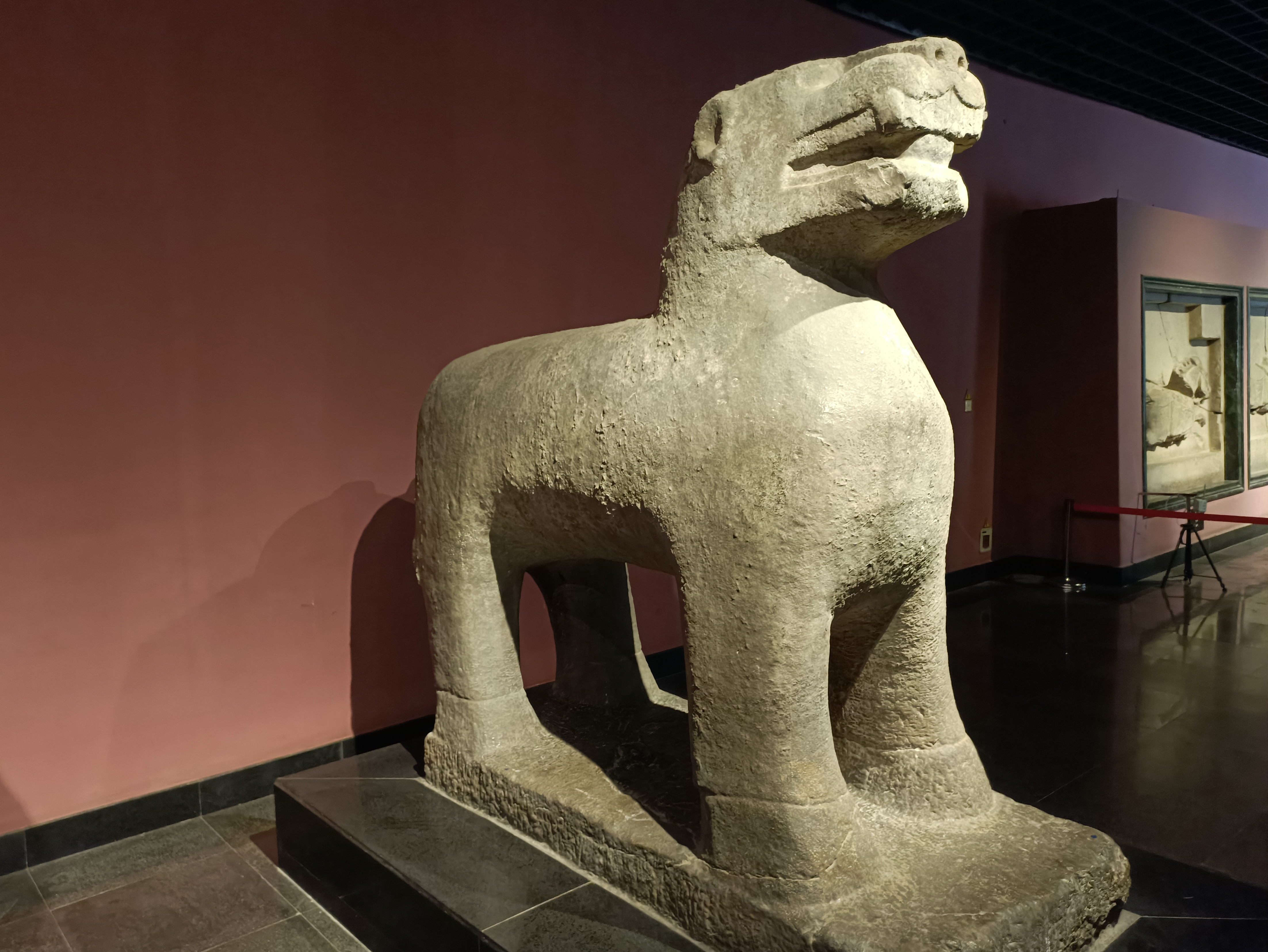
永陵石兽，西安碑林博物馆藏

永陵是中国西魏文帝元宝炬及其文文皇后乙弗氏合葬陵园，位于陕西省富平县留古乡大冢何家村。封土呈圆丘形，底径80米，高13米。墓前现存石刻一件，高2米余。1996年11月20日公布为第四批全国重点文物保护单位。